# Antonio Sancho
Antonio Sancho Sánchez (ur. 14 marca 1976 w mieście Meksyk) - były meksykański piłkarz pochodzenia hiszpańskiego występujący najczęściej na pozycji defensywnego pomocnika.
Przez swoją profesjonalną karierę był związany z dwoma klubami, stołecznym Pumas UNAM i Tigres UANL z siedzibą w mieście Monterrey. W obydwóch zespołach pełnił rolę kapitana drużyny. W ciągu 17 lat zanotował w Primera División de México 525 występów, strzelając 24 bramki.
W barwach reprezentacji Meksyku wystąpił trzykrotnie w latach 2000–2002. Znalazł się w składzie kadry narodowej na Copa América 1997, (rozegrał jedno spotkanie).